# Sheykhīān Mārī
Sheykhīān Mārī (persiska: شيخيان ماری, شِيخِيان, شِيخيان, شِيخيَّن) är en ort i Iran.   Den ligger i provinsen Bushehr, i den södra delen av landet, 800 km söder om huvudstaden Teheran. Sheykhīān Mārī ligger 26 meter över havet och antalet invånare är 222.
Terrängen runt Sheykhīān Mārī är platt åt nordost, men åt sydväst är den kuperad. Runt Sheykhīān Mārī är det glesbefolkat, med 17 invånare per kvadratkilometer. Närmaste större samhälle är Kākī, 10,8 km öster om Sheykhīān Mārī. Trakten runt Sheykhīān Mārī är ofruktbar med lite eller ingen växtlighet.